# Michael Svoboda
Michael Svoboda (Vienna, 15 ottobre 1998) è un calciatore austriaco, difensore del Venezia e della nazionale austriaca.

## Caratteristiche tecniche
È un difensore centrale.

## Carriera

### Club
Cresciuto nel settore giovanile dello Schwechat, ha esordito in prima squadra il 20 maggio 2016 disputando l'incontro di Fußball-Regionalliga perso 4-0 contro il Neusiedl.
Il 27 luglio 2019 ha esordito in Bundesliga con la maglia del WSG Swarovski Tirol nell'incontro vinto 3-1 contro l'Austria Vienna.
Il 20 agosto 2020 viene acquistato dal Venezia. Debutta il 15 novembre in casa della Virtus Entella nel recupero della quinta giornata di campionato di Serie B.Il 4 gennaio 2021 segna la sua prima rete con i veneti, firmando il gol del definitivo pari in casa col Pisa (1-1). Ottiene a fine stagione la promozione in serie A con i veneti dopo la vittoria dei play-off. Il 22 agosto esordisce in massima serie, nella partita in casa del Napoli, subentrando nella ripresa a Tyronne Ebuehi.
Il 27 ottobre 2024 segna la sua prima rete in serie A, nel pareggio per 2-2 in casa del Monza. Tuttavia la sua stagione s'interrompe a dicembre a causa di un infortunio al crociato.

### Nazionale
Nell'ottobre 2024 viene convocato per la prima volta in nazionale maggiore, in vista delle gare di Nations League contro Kazakistan e Norvegia. Fa il suo esordio nel successo per 4-0 contro i kazaki subentrando nella ripresa.

## Statistiche

### Presenze e reti nei club
Statistiche aggiornate al 24 maggio 2025.
| Stagione                               | Squadra                                | Campionato                             | Campionato | Campionato | Coppe nazionali | Coppe nazionali | Coppe nazionali | Coppe continentali | Coppe continentali | Coppe continentali | Altre coppe | Altre coppe | Altre coppe | Totale | Totale | Totale |
| Stagione                               | Squadra                                | Comp                                   | Pres       | Reti       | Comp            | Pres            | Reti            | Comp               | Pres               | Reti               | Comp        | Pres        | Reti        | Pres   | Reti   |        |
| -------------------------------------- | -------------------------------------- | -------------------------------------- | ---------- | ---------- | --------------- | --------------- | --------------- | ------------------ | ------------------ | ------------------ | ----------- | ----------- | ----------- | ------ | ------ | ------ |
| 2015-2016                              | Schwechat                              | RL                                     | 3          | 0          | CA              | 0               | 0               | -                  | -                  | -                  | -           | -           | -           | 3      | 0      |        |
| 2016-2017                              | Stadlau                                | RL                                     | 11         | 1          | CA              | 0               | 0               | -                  | -                  | -                  | -           | -           | -           | 11     | 1      |        |
| 2017-2018                              | Stadlau                                | RL                                     | 31         | 2          | CA              | 1               | 0               | -                  | -                  | -                  | -           | -           | -           | 32     | 2      |        |
| Totale Stadlau                         | Totale Stadlau                         | Totale Stadlau                         | 42         | 3          |                 | 1               | 0               |                    | -                  | -                  |             | -           | -           | 43     | 3      |        |
| 2018-2019                              | WSG Wattens                            | 2L                                     | 26         | 4          | CA              | 2               | 0               | -                  | -                  | -                  | -           | -           | -           | 28     | 4      |        |
| 2019-2020                              | WSG Swarovski Tirol                    | BL                                     | 31         | 1          | CA              | 3               | 0               | -                  | -                  | -                  | -           | -           | -           | 34     | 1      |        |
| Totale WSG Wattens/WSG Swarovski Tirol | Totale WSG Wattens/WSG Swarovski Tirol | Totale WSG Wattens/WSG Swarovski Tirol | 57         | 5          |                 | 5               | 0               |                    | -                  | -                  |             | -           | -           | 62     | 5      |        |
| 2020-2021                              | Venezia                                | B                                      | 19+4       | 1          | CI              | 2               | 0               | -                  | -                  | -                  | -           | -           | -           | 25     | 1      |        |
| 2021-2022                              | Venezia                                | A                                      | 18         | 0          | CI              | 3               | 0               | -                  | -                  | -                  | -           | -           | -           | 21     | 0      |        |
| 2022-2023                              | Venezia                                | B                                      | 21+1       | 0          | CI              | 0               | 0               | -                  | -                  | -                  | -           | -           | -           | 22     | 0      |        |
| 2023-2024                              | Venezia                                | B                                      | 19+4       | 0          | CI              | 0               | 0               | -                  | -                  | -                  | -           | -           | -           | 23     | 0      |        |
| 2024-2025                              | Venezia                                | A                                      | 16         | 1          | CI              | 1               | 0               | -                  | -                  | -                  | -           | -           | -           | 17     | 1      |        |
| Totale Venezia                         | Totale Venezia                         | Totale Venezia                         | 93+9       | 2          |                 | 6               | 0               |                    | -                  | -                  |             | -           | -           | 108    | 2      |        |
| Totale carriera                        | Totale carriera                        | Totale carriera                        | 195+9      | 10         |                 | 12              | 0               |                    | -                  | -                  |             | -           | -           | 216    | 10     |        |

### Cronologia presenze e reti in nazionale
| Cronologia completa delle presenze e delle reti in nazionale ― Austria | Cronologia completa delle presenze e delle reti in nazionale ― Austria | Cronologia completa delle presenze e delle reti in nazionale ― Austria | Cronologia completa delle presenze e delle reti in nazionale ― Austria | Cronologia completa delle presenze e delle reti in nazionale ― Austria | Cronologia completa delle presenze e delle reti in nazionale ― Austria | Cronologia completa delle presenze e delle reti in nazionale ― Austria | Cronologia completa delle presenze e delle reti in nazionale ― Austria |
| Data                                                                   | Città                                                                  | In casa                                                                | Risultato                                                              | Ospiti                                                                 | Competizione                                                           | Reti                                                                   | Note                                                                   |
| ---------------------------------------------------------------------- | ---------------------------------------------------------------------- | ---------------------------------------------------------------------- | ---------------------------------------------------------------------- | ---------------------------------------------------------------------- | ---------------------------------------------------------------------- | ---------------------------------------------------------------------- | ---------------------------------------------------------------------- |
| 10-10-2024                                                             | Linz                                                                   | Austria                                                                | 4 – 0                                                                  | Kazakistan                                                             | UEFA Nations League 2024-2025 - 1º turno                               | -                                                                      | 62’                                                                    |
| 13-10-2024                                                             | Linz                                                                   | Austria                                                                | 5 – 1                                                                  | Norvegia                                                               | UEFA Nations League 2024-2025 - 1º turno                               | -                                                                      | 78’                                                                    |
| Totale                                                                 |                                                                        | Presenze                                                               | 2                                                                      |                                                                        | Reti                                                                   | 0                                                                      |                                                                        |

## Palmarès

### Club

#### Competizioni nazionali
- 2. Liga (Austria): 1

WSG Wattens: 2018-2019